# FC Sfîntul Gheorghe
Maillots
Le FC Sfîntul Gheorghe est un ancien club moldave de football fondé en 2003 et basé à Suruceni. Il a été dissout en 2023.

## Historique
Fondé en 2003, le FC Sfîntul Gheorghe évolue en Divizia Națională à partir de la saison 2009-2010. Lors de cette première saison en première division, le club se classe en onzième position sur douze équipes engagées. En 2010-2011 et saison 2011-2012, Sfîntul clôt le championnat à la dixième place du classement. À l'issue cette saison 2011-2012, le club est relégué en Divizia A.

## Bilan sportif

### Palmarès
- Championnat de Moldavie
  - Vice-champion : 2019.

- Coupe de Moldavie
  - Vainqueur : 2021
  - Finaliste : 2019, 2020 et 2022.

- Supercoupe de Moldavie :
  - Vainqueur : 2021.

### Bilan européen
Note : dans les résultats ci-dessous, le score du club est toujours donné en premier
| Saison    | Compétition             | Tour            | Club                | Domicile | Extérieur | Total             |
| --------- | ----------------------- | --------------- | ------------------- | -------- | --------- | ----------------- |
| 2020-2021 | Ligue Europa            | Premier tour Q  | Chakhtior Salihorsk | N/A      | 0 - 0     | 0 - 0 (4 - 1 tab) |
| 2020-2021 | Ligue Europa            | Deuxième tour Q | Partizan Belgrade   | 0 - 1 ap | N/A       | 0 - 1             |
| 2021-2022 | Ligue Europa Conférence | Premier tour Q  | Partizani Tirana    | 2 - 3    | 2 - 5     | 4 - 8             |
| 2022-2023 | Ligue Europa Conférence | Premier tour Q  | NŠ Mura             | 1 - 2    | 1 - 2     | 2 - 4             |

Légende
- Victoire ou qualification pour le tour suivant
- Match nul
- Défaite ou élimination de la compétition